# Alalakh
Alalakh (Alalaḫ, forme ancienne Alakhtum/Alaḫtum) est une cité antique, correspondant au site actuel de Tell Açana, situé dans la province de Hatay, en Turquie, dans la plaine de l'Amuq, à l'est du coude formé par l'Oronte.

## Fouilles
Le site a été fouillé initialement par l'archéologue anglais Leonard Woolley, en deux phases coupées par la Seconde Guerre mondiale : entre 1937 et 1939, puis entre 1946 et 1948. Dix-sept niveaux archéologiques allant du Âge du cuivre (chalcolithique) (Niveau XVII, c.3400-3100 av. J.-C.) au Bronze final (Niveau 0, XIIe siècle av. J.-C.) ont été mis au jour. 
Des fouilles ont été menées dans les années 2000 sous la direction de l'archéologue turco-américaine K. Aslihan Yener ; elles ont mis en évidence dans les niveaux du Bronze final des indices de réorganisation, à la suite d'une destruction, au tournant des XIIIe – XIVe siècles avant J.-C.

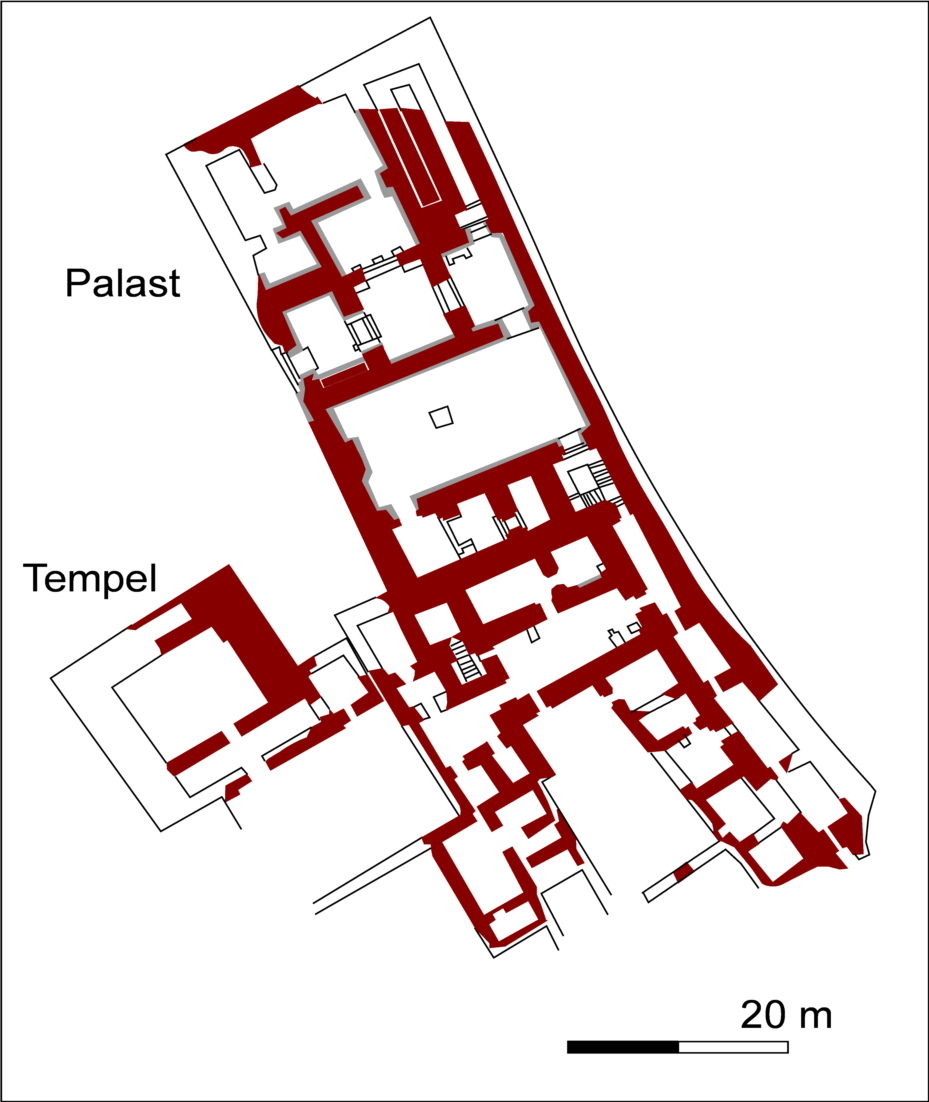
Plan du niveau VII du secteur palatial d'Alalakh/Açana (Bronze moyen).

## Histoire

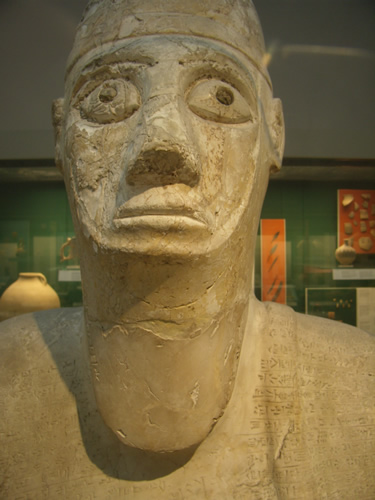
Détail de la statue d'Idrimi. British Museum.

La cité apparaît pour la première fois à la période amorrite, dans les sources écrites de Mari au début du XVIIIe siècle, sous le nom d'Alakhtum. Cette ville fait partie du royaume du Yamkhad (Alep). Le roi Sumu-epukh vend le terroir d'Alakhtum à son beau-fils Zimri-Lim le roi de Mari pour qu'il la mette en valeur, tout en gardant la suzeraineté sur la ville.
Après la chute de Mari en 1761 av. J.-C., Alakhtum revient sous l'autorité d'Alep. C'est à cette période que son nom évolue pour devenir Alalakh. Le roi Abbân d'Alep la donne en apanage à son frère Yarim-Lim, pour le remercier de ne pas avoir participé à une révolte contre lui. Les descendants de Yarim-Lim vont alors fonder une dynastie à Alalakh, tout en restant vassaux du Yamkhad. Cela dure jusqu'à l'extrême fin du XVIIe siècle, quand Alalakh est détruite par le roi hittite Hattushili Ier.
Après un hiatus d'environ un siècle (ou moins), Alalakh redevient le siège d'une dynastie locale. Un certain Idrimi, fils du roi d'Alep chassé par le nouveau maître de la région, le roi du Mittani Barattarna, réussit à monter sur le trône d'Alalakh, puis rentre dans les bonnes grâces du roi du Mittani qui accepte de le prendre parmi ses vassaux. À la suite d'Idrimi, une nouvelle dynastie est fondée. Alalakh est alors la capitale d'un petit royaume appelé Mukish.
Au milieu du XIVe siècle, le roi hittite Suppiluliuma Ier bat le roi du Mittani Tushratta et prend le contrôle de la Syrie du Nord. Alalakh passe donc sous sa suzeraineté. Le roi règle les litiges frontaliers entre le Mukish et ses vassaux Ougarit, le Nuhasse et Alep. Par la suite, le royaume reste un fidèle vassal des Hittites. Alalakh s'effondre après la chute de son suzerain, au début du XIIe siècle, peut-être sous les coups des Peuples de la mer. 
Le site n'est plus occupé par la suite, le port d'Al Mina prenant sa place dans la région à l'âge du fer.

## La citadelle d'Alalakh
Les recherches archéologiques à Alalakh se sont surtout concentrées sur la zone de la citadelle, où se trouve le palais royal. L'architecture monumentale apparaît dès le niveau XII (c. 2400), pour lequel on a dégagé une construction voûtée, sans doute un temple. Mais deux grandes périodes se détachent : le niveau VII (Bronze moyen, période amorrite) et le niveau IV (début du Bronze récent), ce qui recouvre bien l'histoire évènementielle de la ville.
Ces deux niveaux ont pour principal monument le palais royal, qui change de plan et est agrandi entre les deux périodes. Il suit un plan identique à celui des palais du Proche-Orient ancien, organisés autour de plusieurs cours intérieures ouvrant sur divers espaces (salle de réception, secteur administratif, magasins, espace privé). Au niveau IV, une entrée de type bīt-hilani (portique à colonnes) y est aménagée. D'importants lots de tablettes ont été retrouvés pour ces deux niveaux, nous renseignant sur la vie politique et économique du royaume d'Alalakh.
À proximité du palais se trouve un temple, lui aussi remanié au niveau IV. Il était sans doute dédié à la déesse principale de la cité, Ishtar d'Alalakh.

## Paléogénétique
Une étude de paléogénétique publiée en 2020 s'est intéressée à la mobilité des individus enterrés sur le site archéologique, les datations radiocarbone des différentes sépultures étudiées étant situées entre 2000 et 1200 av. J.-C. Les résultats génomique montrent que tous les individus analysés constituent une population « très homogène » sauf un individu - une femme dont le corps avait été jeté dans un puits -. Les individus d'Alalakh se situent génétiquement entre les populations actuelles d'Anatolie et les populations actuelles du Liban. Les auteurs de l'étude en concluent que les niveaux élevés de contact, de commerce et d'échange d'idées et de biens du milieu et de la fin de l'âge du bronze ne semblent pas s'être traduits par des niveaux élevés de mobilité individuelle.

### Fouilles
- (en) L. Woolley, Alalakh, An Account of the Excavations at Tell Atchana, Oxford, 1955.
- (en) K. Aslihan Yener,Tell Atchana, Ancient Alalakh. Volume 1: The 2003-2004 Excavation Seasons. Istanbul: Ege publications, 2009
- (en) K. Aslihan Yener, « New Excavations at Alalakh: The 14th-12th Centuries BC », dans K. Aslihan Yener (dir.), Across the Border: Late Bronze − Iron Age Relations between Syria and Anatolia. Proceedings of a Symposium held at the Research Center of Anatolian Studies, Koç University, Istanbul May 31-June 1, 2010 (Ancient Near Eastern Studies Supplement 42), Peeters, Leyde, 2013, p. 11-36 Lire en ligne
- (en) K. Aslihan Yener et al.,Tell Atchana, Ancient Alalakh. Volume 2: The Late Bronze Age II City. Istanbul: Koç University Press, 2014

### Synthèses introductives
- (en) Diana L. Stein, « Alalakh », dans Eric M. Meyers (dir.), Oxford Encyclopaedia of Archaeology in the Ancient Near East, vol. 1, Oxford et New York, Oxford University Press, 1997, p. 55-59
- (en) Edward L. Greenstein, « Alalakh Texts », dans Eric M. Meyers (dir.), Oxford Encyclopaedia of Archaeology in the Ancient Near East, vol. 1, Oxford et New York, Oxford University Press, 1997, p. 59-61
- (en) Trevor Bryce et al., The Routledge Handbook of the Peoples and Places of Ancient Western Asia, Oxon et New York, Routledge, 2009, « Alalah », p. 22-24
- (en) Eva von Dassow, « Alalaḫ », dans Roger S. Bagnall, Kai Brodersen, Craige B. Champion, Andrew Erskine, et Sabine R. Huebner (éditeurs), The Encyclopedia of Ancient History, Blackwell, 2012 (lire en ligne)

### Autres études
- (en) Donald J. Wiseman, The Alalakh Tablets, Londres, 1953
- (en) Dominique Collon, The Alalakh Cylinder Seals, Oxford, 1982
- Jean-Marie Durand, Florilegium Marianum VII : Le culte d'Addu d'Alep et l'affaire d'Alahtum, Paris, SEPOA, 2002 (lire en ligne)
- (en) Ignacio Márquez Rowe, « Alalakh », dans Raymond Westbrook (dir.), A History of Ancient Near Eastern Law, vol. 1, Leyde, Brill, coll. « Handbuch der Orientalistik », 2003, p. 693-717
- (en) Eva von Dassow, State and society in the Late Bronze Age: Alalah under the Mittani Empire, CDL Press, Bethesda, 2007
- K. Aslıhan Yener, « Cult and Ritual at Late Bronze Age II Alalakh: Hybridity and Power under Hittite Administration », dans Alice Mouton (dir.), Hittitology today: Studies on Hittite and Neo-Hittite Anatolia in Honor of Emmanuel Laroche’s 100th Birthday : 5e Rencontres d'archéologie de l'IFEA, Istanbul 21-22 novembre 2014, Istanbul, Institut français d’études anatoliennes, 2017 p. 215-224. Lire en ligne
- (en) K. Aslıhan Yener et Tara Ingman (dir.), Alalakh and Its Neighbours: Proceedings of the 15th Anniversary Symposium at the New Hatay Archaeology Museum, 10-12 June 2015, Peeters, Louvain, 2020